# Samoana ganymedes
Samoana ganymedes е вид коремоного от семейство Partulidae.

## Разпространение
Видът е ендемичен за Хива Оа и Тахуата на Маркизки острови.